# فسانه (آلبوم)
 فسانه نام یک آلبوم موسیقی اثر ایرج بسطامی، هنرمند ایرانی است که با آهنگ سازی کیوان ساکت در سبک  سنتی تهیه شده و دارای ۱۴ آهنگ است. 

## فهرست آهنگ‌ها
| ردیف | آهنگ                   |
| ۱    | فسانه                  |
| ۲    | مقدمهٔ ابوعطا           |
| ۳    | تصنیف ذلیل و بیچاره    |
| ۴    | چهارمضراب ابوعطا       |
| ۵    | ساز و آواز ابوعطا      |
| ۶    | چهارمضراب حجاز         |
| ۷    | ساز و آواز حجاز        |
| ۸    | تصنیف هزار جهد         |
| ۹    | تصنیف چرخ نیلوفری      |
| ۱۰   | ساز و آواز راست پنجگاه |
| ۱۱   | تصنیف راک              |
| ۱۲   | ساز و آواز راک         |
| ۱۳   | تصنیف دانی کدام دولت   |
| ۱۴   | چهارمضراب راست پنجگاه  |